# Toward the Within
Toward the Within è il primo album dal vivo del gruppo musicale australiano Dead Can Dance, pubblicato nel 1994.

## Descrizione
Il disco, registrato nel novembre 1993, contiene 15 tracce delle quali solo 4 sono presenti nei precedenti album e due sono state in seguito ri-registrate e pubblicate sul primo album solista di Lisa Gerrard, ossia The Mirror Pool. Oltre a Lisa Gerrard e Brendan Perry, hanno contribuito alla realizzazione del disco diversi musicisti come Robert Perry, Andrew Claxton, Lance Hogan e altri.
La registrazione dell'album è stata effettuata nel novembre 1993 presso la Mayfair Music Hall di Santa Monica (California) ed è stata pubblicata dalla 4AD anche in versione video VHS, poi nel 2001 in DVD inclusa nel boxset Dead Can Dance (1981-1998).

## Tracce
1. Rakim – 6:25
2. Persian Love Song – 2:56
3. Desert Song – 4:20
4. Yulunga (Spirit Dance) – 7:12
5. Piece for Solo Flute – 3:34
6. The Wind That Shakes the Barley – 3:12
7. I Am Stretched on Your Grave – 4:38
8. I Can See Now – 2:56
9. American Dreaming – 4:55
10. Cantara – 5:15
11. Oman – 5:49
12. The Song of the Sibyl – 4:31
13. Tristan – 1:48
14. Sanvean – 4:05
15. Don't Fade Away – 6:12

## Formazione
- Lisa Gerrard - voce, percussioni, chitarra, flauto, yangqin
- Brendan Perry - voce, yangqin, percussioni
- Lance Hogan - chitarra
- Andrew Claxton - tastiere, percussioni
- John Bonnar - tastiere, percussioni
- Rónán Ó Snodaigh - percussioni
- Robert Perry - percussioni, flauto, chitarra